# Championnat d'Angleterre de football de deuxième division 1895-1896
Navigation
Édition précédente Édition suivante
La saison 1895-1896 est la quatrième saison du championnat d'Angleterre de football de deuxième division. La compétition commence le 2 septembre 1895 et s'achève le 27 avril 1896 avec les test matches.
À partir de cette saison les deux premiers du championnat se retrouvent avec les deux derniers de First Division dans un mini championnat dans lequel les deux premiers obtiennent une place en première division.
Le Liverpool FC remporte la compétition, le club termine également les test matches à la première place et est promu en première division. Le vice-champion, Manchester City termine à la dernière place des test matches et reste en deuxième division. Le meilleur buteur est George Allan avec 26 buts pour Liverpool FC.

## Compétition
La victoire est à deux points, un match nul vaut un point.

### Classement
| Rang | Équipe            | Pts | J  | G  | N | P  | Bp  | Bc | Diff |
| ---- | ----------------- | --- | -- | -- | - | -- | --- | -- | ---- |
| 1    | Liverpool FC R    | 46  | 30 | 22 | 2 | 6  | 106 | 32 | +74  |
| 2    | Manchester City   | 46  | 30 | 21 | 4 | 5  | 63  | 38 | +25  |
| 3    | Grimsby Town      | 42  | 30 | 20 | 2 | 8  | 82  | 38 | +44  |
| 4    | Burton Wanderers  | 42  | 30 | 19 | 4 | 7  | 69  | 40 | +29  |
| 5    | Newcastle United  | 34  | 30 | 16 | 2 | 12 | 73  | 50 | +23  |
| 6    | Newton Heath      | 33  | 30 | 15 | 3 | 12 | 66  | 57 | +9   |
| 7    | Woolwich Arsenal  | 32  | 30 | 14 | 4 | 12 | 59  | 42 | +17  |
| 8    | Leicester Fosse   | 32  | 30 | 14 | 4 | 12 | 57  | 44 | +13  |
| 9    | Darwen FC         | 30  | 30 | 12 | 6 | 12 | 72  | 67 | +5   |
| 10   | Notts County      | 26  | 30 | 12 | 2 | 16 | 57  | 54 | +3   |
| 11   | Burton Swifts     | 24  | 30 | 10 | 4 | 16 | 39  | 69 | -30  |
| 12   | Loughborough FC P | 23  | 30 | 9  | 5 | 16 | 40  | 67 | -27  |
| 13   | Lincoln City      | 22  | 30 | 9  | 4 | 17 | 53  | 75 | -22  |
| 14   | Burslem Port Vale | 18  | 30 | 7  | 4 | 19 | 43  | 78 | -35  |
| 15   | Rotherham Town    | 17  | 30 | 7  | 3 | 20 | 34  | 97 | -63  |
| 16   | Crewe Alexandra   | 13  | 30 | 5  | 3 | 22 | 30  | 95 | -65  |

|  | Vainqueur de la deuxième division et matchs de barrage pour l'accession |
|  | Qualifié pour les matchs de barrage pour l'accession                    |
|  | Relégation                                                              |

### Test matches
Les deux derniers de la première division affrontent les deux premiers de la deuxième division. Les équipes d'une même division ne se rencontrent pas, les deux premiers du classement obtiennent une place en première division.
| Rang | Équipe               | Pts | J | G | N | P | Bp | Bc | Diff |
| ---- | -------------------- | --- | - | - | - | - | -- | -- | ---- |
| 1    | Liverpool FC         | 5   | 4 | 2 | 1 | 1 | 6  | 2  | +4   |
| 2    | West Bromwich Albion | 5   | 4 | 2 | 1 | 1 | 9  | 4  | +5   |
| 3    | Small Heath          | 3   | 4 | 1 | 1 | 2 | 8  | 7  | +1   |
| 4    | Manchester City      | 3   | 4 | 1 | 1 | 2 | 5  | 15 | -10  |

18 avril 1896 :
Liverpool  4:0	Small Heath / Manchester City	1:1	West Bromwich Albion
20 avril 1896 :
Small Heath	0:0	Liverpool / West Bromwich Albion 6:1 Manchester City
25 avril 1896 :
Liverpool	2:0	West Bromwich Albion / Manchester City	3:0	Small Heath
27 avril 1896 :
Small Heath	8:0	Manchester City / West Bromwich Albion 2:0	Liverpool